# MAZ-5340
Der Lastkraftwagen MAZ-5340 (russisch МАЗ-5340, deutsche Transkription eigentlich MAS-5340) ist ein Lkw-Typ des belarussischen Fahrzeugherstellers Minski Awtomobilny Sawod, der seit 2002 in Serie produziert wird.

## Beschreibung

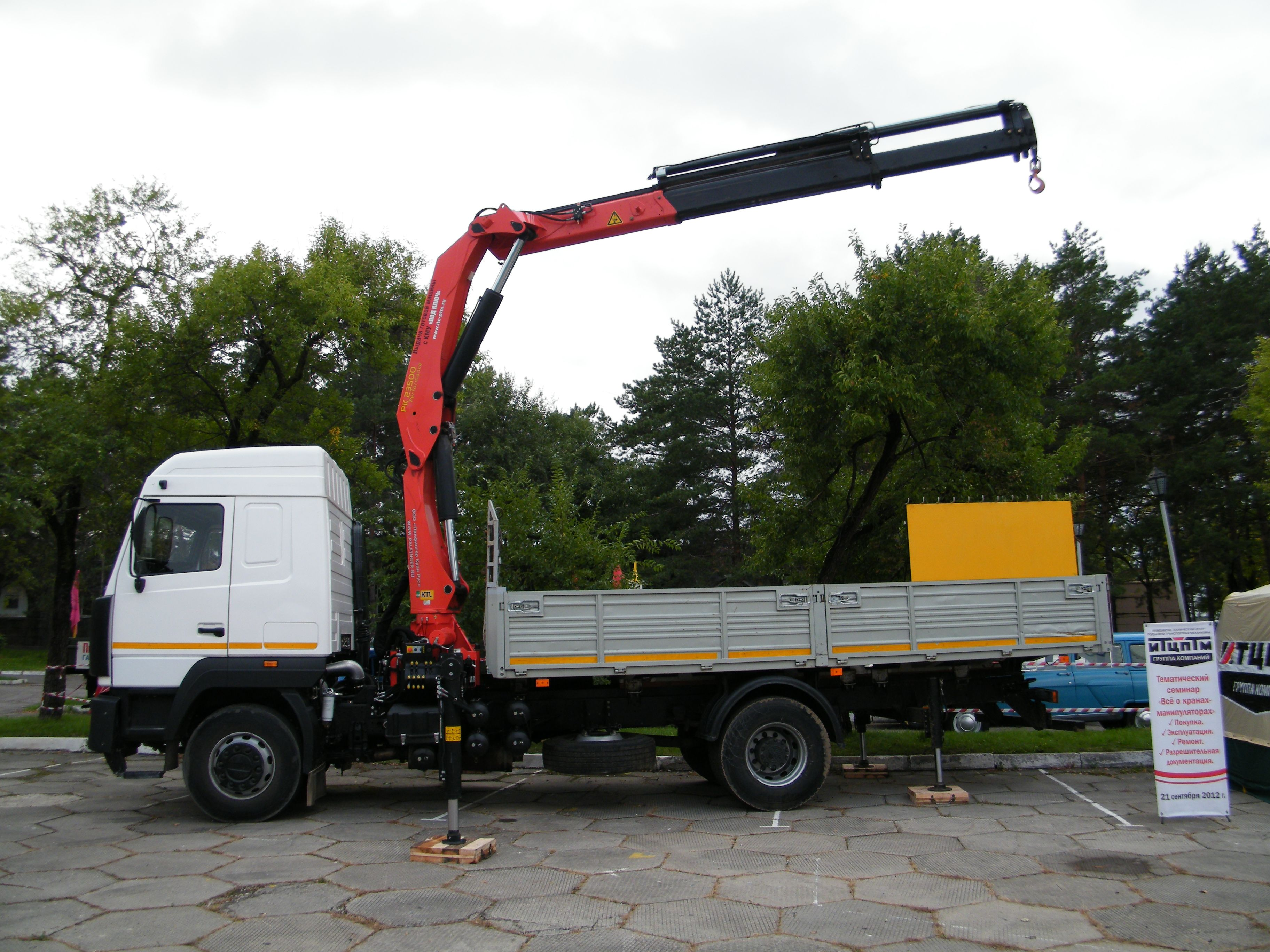
Seitenansicht des Fahrzeugs

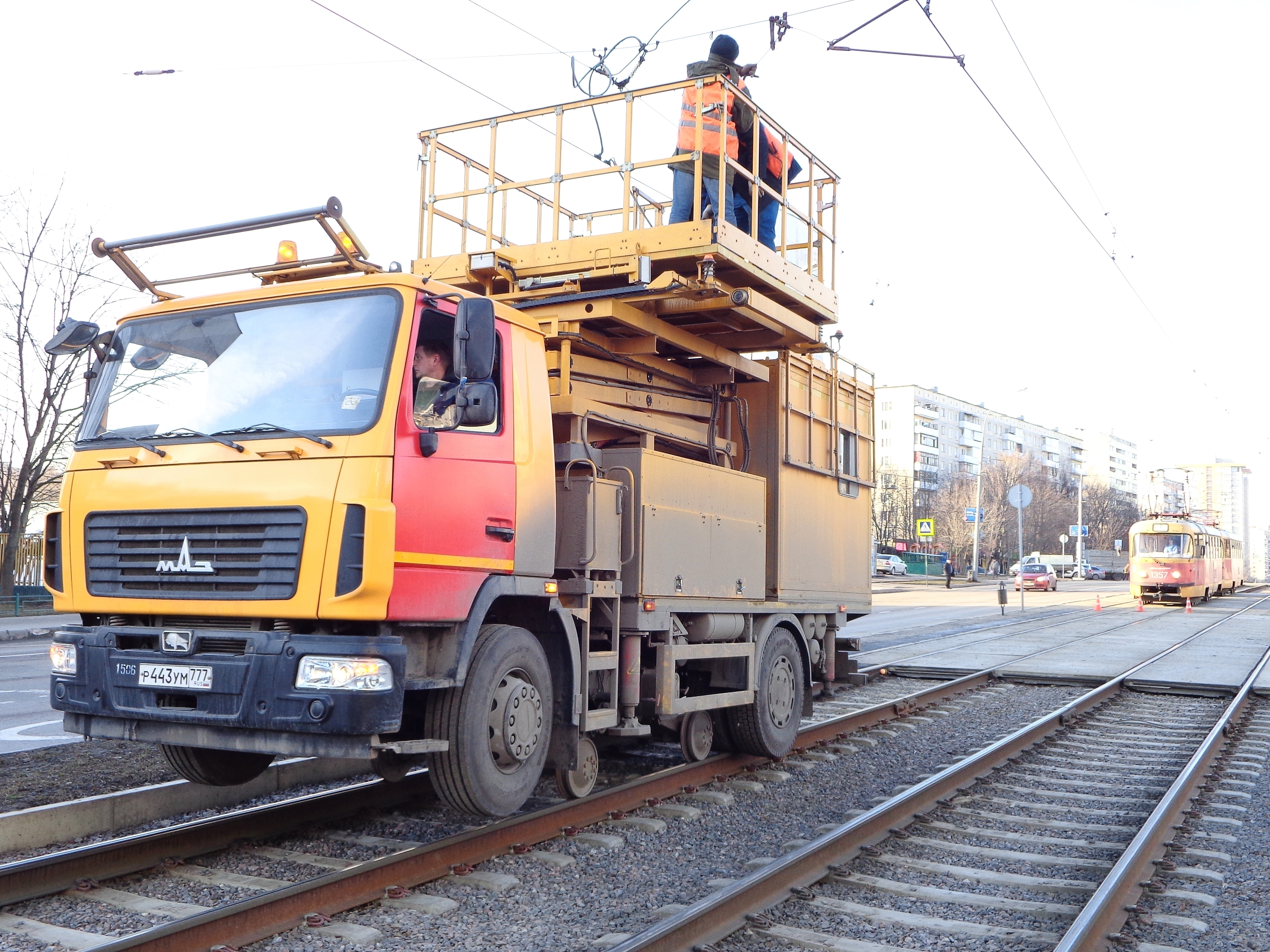
MAZ-5340 als Zweiwegefahrzeug mit Hubarbeitsbühne

Der Lastkraftwagen, welcher historisch in einer Reihe mit den Modellen MAZ-500, MAZ-5335, MAZ-5336 sowie MAZ-5337 steht, ist ein zweiachsiges Modell mit Hinterradantrieb. Ab Werk werden heute verschiedene Varianten geliefert, sowohl in Form von Fahrgestellen, hauptsächlich aber als Pritsche, auch mit Plane versehen. Es besteht technisch die Möglichkeit, das Fahrzeug im Verbund mit einem Anhänger als Lastzug mit bis zu 45 Tonnen Gesamtgewicht zu betreiben.

## Modellvarianten
Aktuell (Stand: März 2014) werden von MAZ sechs Modellvarianten angeboten:
- MAZ-5340A2 (ab Werk nur Fahrgestell)
- MAZ-5340A3 (ab Werk als Fahrgestell oder Pritsche)
- MAZ-5340A5 (Pritsche, niedrige Kabine)
- MAZ-5340A8 (Pritsche mit Plane, neu seit 2011, gesteigerte Leistung auf 400 PS)
- MAZ-5340E9 (Pritsche mit Plane, hohe Kabine)
- MAZ-534019 (Pritsche mit Plane, hohe Kabine)

Von externen Firmen werden diverse Aufbauten gefertigt, die anschließend auf das Fahrgestell aufgesetzt werden können. Die Bezeichnungen dieser Fahrzeuge können teilweise abweichen oder ergänzt sein. Vom Hersteller angedacht sind Ausführungen als Müllwagen, Wasserwagen, Kranwagen, Bus oder Bohrgerät. Unter der Bezeichnung MAZ-5309 wird eine Version mit Allradantrieb hergestellt, der MAZ-6312 ist ein Dreiachser, der technisch eng mit dem MAZ-5340 verwandt ist. Auf der Basis des MAZ-5340 sollen in Zukunft in Ecuador Autobusse für den lokalen südamerikanischen Markt gefertigt werden.

## Technische Daten
Alle Daten für die Modellvariante MAZ-5340A5.
- Motor: JaMZ-6582.10-Dieselmotor, entspricht der Euro-3-Abgasnorm
- Leistung: 242,6 kW (330 PS)
- Hubraum: 14.860 cm³
- Höchstgeschwindigkeit: 100 km/h
- Kraftstoffverbrauch: 36 l/100 km
- Getriebe: JaMZ-2381 (8 Gänge) oder JaMZ-239 (9 Gänge) oder 9JS135T (ebenfalls 9 Gänge)
- Ladevolumen: 10 m³ (da Pritsche mit niedrigen Bordwänden)
- Radstand: 4850 mm
- Antriebsformel: (4×2)

Gewichte
- Achslast vorne: 7450 kg
- Achslast hinten: 11.500 kg
- Zulässige Gesamtmasse: 18.950 kg
- Leergewicht: 9500 kg
- Zuladung: 9300 kg
- Technisch zulässiges Gesamtgewicht als Lastzug: 45.000 kg